# Simone dei Crocifissi
Simone di Filippo Benvenuti, dito Simone dei Crocifissi (Bolonha?, c. 1330 - Bolonha, 1399) foi um pintor italiano, ativo na região da Emília-Romanha entre 1355 e 1399.
Simone é um dos muitos artistas que sofreram a influência de Vitale da Bologna, grande mestre italiano de meados do século XIV. Pouco se sabe sobre a sua vida. Acredita-se que tenha nascido em Bolonha, por volta de 1330, tendo desenvolvido nessa localidade quase toda a sua obra. Paolo Serafini da Modena é registrado como um de seus colaboradores, em 1371.
Seu estilo pictórico reinterpreta a graça expressiva de Vitale da Bologna, ainda que com uma sensibilidade mais rusticamente naturalista, própria de certas tendências "expressionistas" da cultura visual típica da Emília e da Úmbria desde o século XIII.
Suas pinturas mais importantes hoje conservadas são os afrescos executados para a igreja de Madonna di Mezzaratta (atualmente, transferidos para tela e conservados na Pinacoteca Nacional de Bolonha).